# Caratê nos Jogos Pan-Americanos de 2015 - Até 75 kg masculino
A categoria até 75 kg masculino foi uma das disputas  do caratê nos Jogos Pan-Americanos de 2015 em Toronto. Foi realizada no Centro Esportivo Mississauga, em Mississauga  no dia 24 de julho.

## Calendário
Horário local (UTC-4).
| Data        | Horário | Fase          |
| ----------- | ------- | ------------- |
| 24 de julho | 16:15   | Primeira fase |
| 24 de julho | 20:45   | Semifinal     |
| 24 de julho | 21:25   | Final         |

## Medalhistas
| Ouro   | USA Thomas Scott                               |
| Prata  | VEN Alexander Nicastro                         |
| Bronze | CAN Patrice Boily-Martineau ARG Franco Icasati |

## Resultados

### Grupo 1
| Atleta           | Nacionalidade      | J | V | E | D | Pontos | Pontos | Pontos |
| Atleta           | Nacionalidade      | J | V | E | D | PF     | PC     | Dif    |
| ---------------- | ------------------ | - | - | - | - | ------ | ------ | ------ |
| Thomas Scott     | USA Estados Unidos | 3 | 2 | 0 | 1 | 5      | 4      | +3     |
| Franco Icasati   | ARG Argentina      | 3 | 2 | 0 | 1 | 8      | 8      | 0      |
| David Dubó       | CHI Chile          | 3 | 1 | 1 | 1 | 2      | 1      | +1     |
| Esteban Espinosa | ECU Equador        | 3 | 0 | 1 | 2 | 4      | 6      | -2     |

|                      | Resultados |                      |
| -------------------- | ---------- | -------------------- |
| CHI David Dubó       | 0–0        | ECU Esteban Espinosa |
| USA Thomas Scott     | 4–2        | ARG Franco Icasati   |
| CHI David Dubó       | 2–0        | USA Thomas Scott     |
| ECU Esteban Espinosa | 4–5        | ARG Franco Icasati   |
| CHI David Dubó       | 0–1        | ARG Franco Icasati   |
| ECU Esteban Espinosa | 0–1        | USA Thomas Scott     |

### Grupo 2
| Atleta                  | Nacionalidade            | J | V | E | D | Pontos | Pontos | Pontos |
| Atleta                  | Nacionalidade            | J | V | E | D | PF     | PC     | Dif    |
| ----------------------- | ------------------------ | - | - | - | - | ------ | ------ | ------ |
| Alexander Nicastro      | VEN Venezuela            | 3 | 1 | 2 | 0 | 11     | 9      | +2     |
| Patrice Boily-Martineau | CAN Canadá               | 3 | 1 | 1 | 1 | 7      | 7      | 0      |
| Juan Landázuri          | COL Colômbia             | 3 | 1 | 1 | 1 | 8      | 9      | -1     |
| Dionicio Gustavo        | DOM República Dominicana | 3 | 0 | 2 | 1 | 7      | 8      | -1     |

|                             | Resultados |                             |
| --------------------------- | ---------- | --------------------------- |
| COL Juan Landázuri          | 3–5        | CAN Patrice Boily-Martineau |
| VEN Alexander Nicastro      | 5–5        | DOM Dionicio Gustavo        |
| COL Juan Landázuri          | 2–2        | VEN Alexander Nicastro      |
| CAN Patrice Boily-Martineau | 0–0        | DOM Dionicio Gustavo        |
| COL Juan Landázuri          | 3–2        | DOM Dionicio Gustavo        |
| CAN Patrice Boily-Martineau | 2–4        | VEN Alexander Nicastro      |

### Final
|  | Semifinal                   | Semifinal              |   |  | Final            | Final |  |
|  |                             |                        |   |  |                  |       |  |
|  |                             |                        |   |  |                  |       |  |
|  | USA Thomas Scott            | 5                      |   |  |                  |       |  |
|  | CAN Patrice Boily-Martineau | 0                      |   |  |                  |       |  |
|  |                             |                        |   |  |                  |       |  |
|  |                             |                        |   |  |                  |       |  |
|  |                             |                        |   |  | USA Thomas Scott | 4     |  |
|  |                             | VEN Alexander Nicastro | 3 |  |                  |       |  |
|  |                             |                        |   |  |                  |       |  |
|  |                             |                        |   |  |                  |       |  |
|  |                             |                        |   |  |                  |       |  |
|  |                             |                        |   |  |                  |       |  |
|  | ARG Franco Icasati          | 0                      |   |  |                  |       |  |
|  | VEN Alexander Nicastro      | 2                      |   |  |                  |       |  |